# Campeonato Europeo de velocidad individual femenina

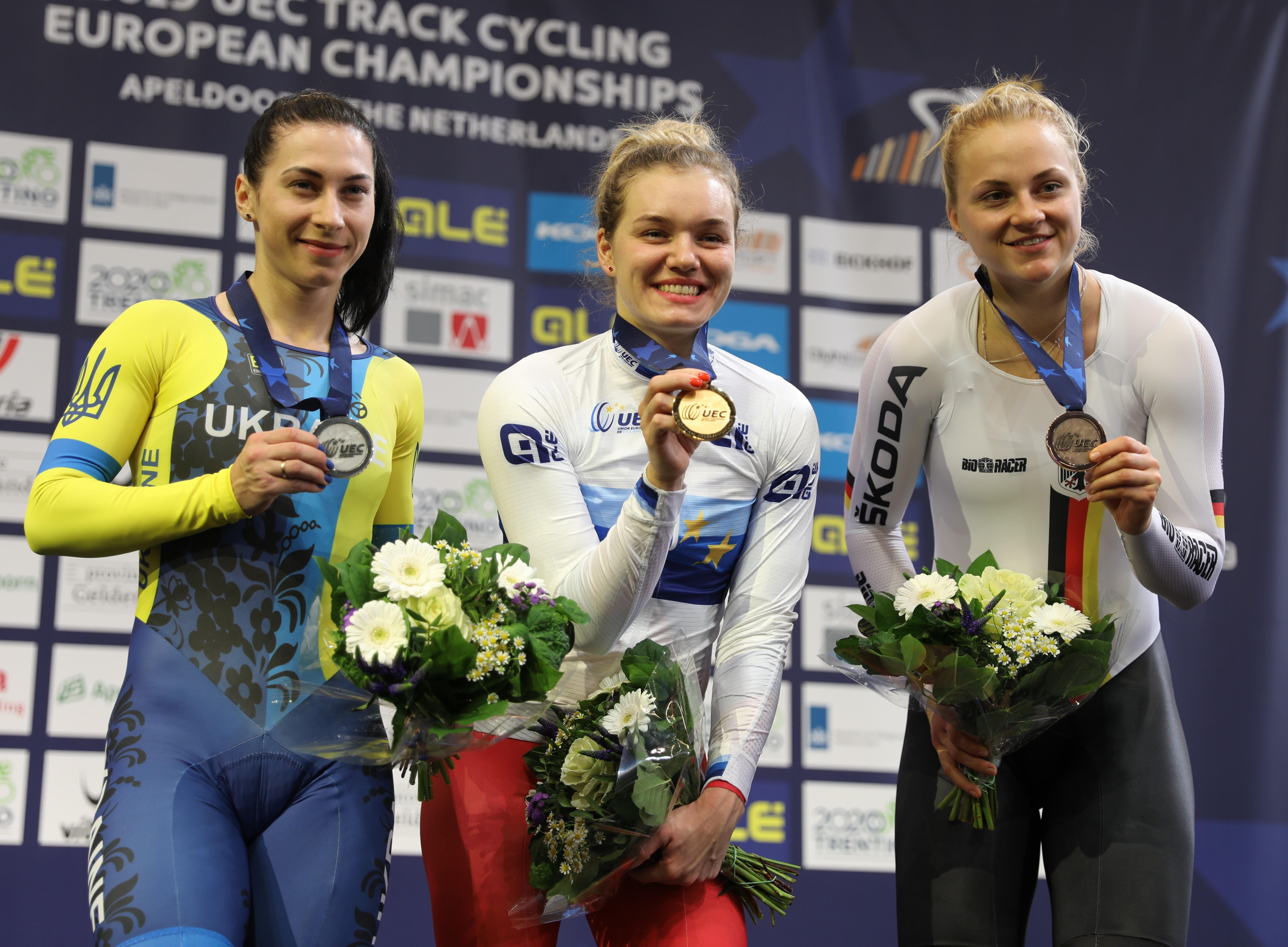
Campeonato Europeo de velocidad individual femenina.
En la foto el pódium de 2019: Olena Starikova, Anastasia Voynova y Lea Sophie Friedrich

El Campeonato de Europa de velocidad individual femenina es el campeonato de Europa de Velocidad individual, en categoría femenina, organizado anualmente por la UEC. Se traen disputando desde el 2010 dentro de los Campeonatos de Europa de ciclismo en pista.

## Palmarés
| Evento | Oro                | Plata             | Bronce             |
| ------ | ------------------ | ----------------- | ------------------ |
| 2010   | Sandie Clair       | Kristina Vogel    | Simona Krupeckaitė |
| 2011   | Liubov Chulika     | Olga Panarina     | Viktoria Baranova  |
| 2012   | Olga Panarina      | Anastasia Voinova | Simona Krupeckaitė |
| 2013   | Kristina Vogel     | Elis Ligtlee      | Jessica Varnish    |
| 2014   | Anastasia Voinova  | Tania Calvo       | Kristina Vogel     |
| 2015   | Elis Ligtlee       | Anastasia Voinova | Kristina Vogel     |
| 2016   | Simona Krupeckaitė | Anastasia Voinova | Tania Calvo        |